# Шантарам
«Шантарам» (англ. Shantaram, маратхи शांताराम, «мирный человек») — роман 2003 года Грегори Дэвида Робертса, в котором осуждённый австралийский грабитель банков и героиновый наркоман сбегает из тюрьмы Пентридж и бежит в Индию. Многие хвалят роман за яркое изображение жизни в Бомбее в начале-конце 1980-х годов.
Сообщается, что на роман повлияли реальные события из жизни автора, хотя некоторые утверждения Робертса оспариваются другими участниками истории.

## Краткое описание сюжета
В 1978 году Робертс был приговорён к 19-летнему тюремному заключению в Австралии после того, как был признан виновным в серии вооружённых ограблений филиалов строительного общества, кредитных союзов и магазинов. В июле 1980 года он сбежал из тюрьмы Пентридж в Виктории средь бела дня, тем самым став одним из самых разыскиваемых людей Австралии на следующие десять лет.
Главный герой Линдси (согласно книге, вымышленное имя Робертса) прибывает в Бомбей с фальшивым паспортом на имя Линдси Форд. Предполагалось, что Мумбаи будет всего лишь промежуточной остановкой в путешествии, которое должно было привести его из Новой Зеландии в Германию, но он решает остаться в городе. Вскоре Линдси знакомится с местным жителем по имени Прабакер, которого он нанимает в качестве гида. Прабакер вскоре становится его другом и называет его Лин (Linbaba). Оба мужчины посещают родную деревню Прабакера, Сандер, где мать Прабакера решила дать Лину новое махараштрийское имя, похожее на её собственное. Поскольку она считала, что его природа благословлена мирным счастьем, она решила назвать его Шантарам, что означает «Человек Божьего мира». На обратном пути в Мумбаи Лин и Прабакер подвергаются ограблению. Лишившись всего своего имущества, Лин вынужден жить в трущобах, которые укрывают его от властей. После масштабного пожара в день своего прибытия в трущобы он открывает бесплатную медицинскую клинику, чтобы внести свой вклад в развитие общества. В этой стеснённой обстановке он знакомится с местной культурой и обычаями, узнаёт и любит людей, с которыми сталкивается, и даже свободно говорит на маратхи, местном языке. Он также становится свидетелем вспышек холеры и огненных бурь и борется с ними, участвует в торговле с прокажёнными и переживает, как разрешаются этнические и супружеские конфликты в этом густонаселённом и разнообразном сообществе.
В романе описывается множество иностранцев различного происхождения, а также местных индийцев, подчёркивая богатое разнообразие жизни в Мумбаи. Лин влюбляется в Карлу, американку швейцарского происхождения, дружит с местными художниками и актёрами, которые дают ему роли статиста в нескольких фильмах Болливуда, и завербован преступным миром Мумбаи для различных преступных операций, включая торговлю наркотиками и оружием. В конце концов Лин попадает в тюрьму Артур Роуд в Мумбаи. Там, вместе с сотнями других заключённых, он подвергается жестокому физическому и психическому насилию со стороны охранников, находясь в крайне убогих условиях. Однако, благодаря покровительству дона афганской мафии Абдель Кадер Хана, Лин в конце концов освобождается и начинает работать на чёрном рынке обмена валюты и подделки паспортов. Добравшись до Африки в поездках по заказу мафии, Лин позже отправляется в Афганистан, чтобы контрабандой перевозить оружие для борцов за свободу — моджахедов. Когда его наставник Хан убит, Лин понимает, что он стал всем, что он ненавидел, и впадает в депрессию после возвращения в Индию. Он решает, что должен бороться за то, что считает правильным, и строить честную жизнь. История заканчивается тем, что он планирует отправиться на Шри-Ланку, что закладывает основу для продолжения этой книги.

## Имена главного героя
По сюжету романа, главный герой скрывается в Индии от правосудия. На протяжении двух частей книги («Шантарам» и «Тень горы») он действует под разными именами, ни одно из которых не является его настоящим именем. Кроме того, за Шантарамом закрепляется сразу несколько кличек. Само слово Шантарам — тоже кличка.
- Шантарам — эта кличка дала название всему роману. По сюжету, главный герой получает её от матери своего друга, бомбейского гида Прабакера — первого индийца, встреченного им в Бомбее. На языке маратхи это слово означает «мирный человек».
- Линдсей Форд (Мистер Линдсей) — этим именем Шантарам представляется Прабакеру при знакомстве. На протяжении романа считается, что это его «настоящее» австралийское имя, однако читателю с первых страниц известно, что имя это является вымышленным.
- Лин (и его почтительный вариант Линбаба) — имя «Линдсей» индийцу Прабакеру сложно выговаривать, и ещё в самом начале романа он сокращает его до «Лин» и договаривается с героем, что это и будет его имя в Индии. Как только Линдсей соглашается на новое имя, Прабакер объясняет, что на хинди этим словом обозначается пенис (так как созвучно с «лингам»). Герой сначала противится такому созвучию, но Прабакер убеждает его, что в Индии «это прекрасное, очень эффектное и приносящее удачу имя». В первой же главе Лин рассуждает: «Роль, которую я играл под этим именем, Линбаба, и личность, которой я стал, оказались более истинными и соответствующими моей природе, нежели всё, чем или кем я был до этого». В романе «Шантарам» имя Линбаба (Лин) становится для героя основным. В продолжении (романе «Тень горы») наблюдается превращение Лина в Шантарама.

## Персонажи
- Линдсей Форд, он же Лин, Линбаба, он же Шантарам — главный герой, от лица которого идёт повествование. Сбежав из австралийской тюрьмы, прилетает в Бомбей по фальшивому новозеландскому паспорту (его настоящее имя в романе не раскрывается), чтобы скрыться от правосудия.
- Прабакер — друг Линдсея. Общительный и оптимистичный молодой индиец, родившийся в деревне и живущий в трущобах Бомбея. Первый человек, с которым Лин знакомится в Бомбее. Именно Прабакер даёт Шантараму имя «Лин».
- Карла Сааранен — красивая молодая женщина, швейцарка, в которую влюбляется Лин, но у которой есть много тёмных секретов.
- Абдель Кадер Хан — глава местного мафиозного клана, афганец. Мудрый и рассудительный, но жёсткий человек, которого Лин начинает любить как отца.
- Абдулла Тахери — иранец, бежавший от режима аятоллы Хомейни, мафиози. Становится близким другом и названным братом главного героя.
- Викрам Патель — индиец, друг Лина. Любитель вестернов и кобвойского стиля. Влюблён в Летти.
- Лиза Картер — молодая американка, проститутка во дворце мадам Жу, освобождённая Карлой и Лином. В романе «Тень горы» Лиза Картер становится любовницей Шантарама. Кроме того, известно о её связи с Кавитой Сингх, Ранджитом и ещё несколькими второстепенными героями.
- Назир — неразговорчивый телохранитель Кадера, поначалу относится к Лину с неприязнью.
- Маурицио Белькане — итальянец, аферист. Очень красив внешне, но подлый и трусливый человек.
- Улла — немка, проститутка, освобождённая из Дворца. Любовница Модены.
- Модена — испанец, сообщник Маурицио, любовник Уллы.
- Дидье Леви — завсегдатай «Леопольда», еврей, гей, аферист, гедонист. Приятель Лина.
- Летти — англичанка, работает в Болливуде.
- Кавита Сингх — независимая индийская журналистка, феминистка.
- Халед Ансари — член совета мафии, палестинец, у которого израильтяне убили всю семью. Бывший любовник Карлы.
- Абдул Гани — пакистанец, член совета мафии.
- Джонни Сигар — молодой индиец, житель трущоб. Сирота. Друг Лина и Прабакера.
- Мадам Жу — владелица «Дворца», элитного подпольного борделя. Возможно, русская, ведёт скрытный образ жизни, жестока и безжалостна.
- Кишан и Рукхмабаи — родители Прабакера.
- Парвати — жена Прабакера.
- Казим Али Хусейн — старейшина в трущобах.
- Хасан Обиква — нигериец, мафиози, контролирующий бомбейский район, где живут выходцы из Африки.
- Сапна — таинственный персонаж, совершающий в городе жестокие убийства.
- Салман — член совета мафии и глава мафии после смерти Абдель Кадер Хан.
- Чуха — молодой бандит, заместитель главы мафии в районе, граничащим с мафией Салмана (Абдель Кадер Хана)
- Санжай — старый член совета мафии Салмана (Абдель Кадер Хана)
- Фарид — новый, молодой член совета мафии после смерти Абдель Кадер Хана
- Валид — глава мафии граничащей с районом мафии Абдель Кадер Хана
- Раджиб-хай — бухгалтер и счетовод мафии Абдель Кадер Хана, член совета мафии.
- Ранджит (Джит) — друг Карлы Сааранен, владелец газеты «Дейли пост».

## Экранизация
С 2003 года существовали планы снять по «Шантараму» полнометражный художественный фильм. Продюсер Брэд Грей (партнер студии "План В" Брэда Питта и Дженнифер Энистон) для экранизации книги Шантарам заключил контракт с кинокомпанией Джонни Деппа, «Infinitum nihil». Приобретение прав на книгу стало самой крупной сделкой такого рода в 2008 году. «Уорнер Бразерс» будет заниматься прокатом фильма в США, а компания Грэма Кинга — за рубежом. Вице-президент кинокомпании «Уорнер Бразерс» Кевин Маккормик будет лично контролировать проект. Сниматься планировали: Джонни Депп, Хелена Бонэм Картер и Эмили Уотсон. Предполагаемая дата начала съёмок — осень 2009 года, предполагаемая дата мировой премьеры — 2010 год. Они не были реализованы, однако в 2019 году начались съёмки сериала «Шантарам» для Apple TV+. Его премьера состоялась 14 октября 2022 года.

## Роман «Тень горы»
В 2015 году вышло продолжение романа «Шантарам» — книга «Тень горы» (в оригинале — «The Mountain Shadow»). Уже в 2016 году она впервые издаётся на русском языке издательской группой «Азбука-Аттикус».